# Geoffrey van Leeuwen
G.E.W. (Geoffrey) van Leeuwen (Den Haag, 7 februari 1971) is een Nederlands topambtenaar, diplomaat en politicus.

## Biografie
Van Leeuwen bezocht van 1983 tot 1988 het Stedelijk Gymnasium Haarlem. Daarna studeerde hij van 1988 tot 1994 civiel recht aan de Rijksuniversiteit Leiden en in 1993  staatsrecht aan Sciences Po. Van 1992 tot 1993 was hij student-assistent aan de Rijksuniversiteit Leiden. Van 1994 tot 1995 studeerde hij internationale betrekkingen aan de Universiteit van Cambridge en behaalde er een Master of Philosophy. Van 1995 tot 1996 was hij dienstplichtig officier bij de Landmachtstaf in Den Haag.
Van Leeuwen was vanaf 1996 werkzaam in diverse functies op ambassades en op het ministerie van Buitenlandse Zaken in Den Haag. Hij was lid van het managementteam van de politietrainingsmissie in Kunduz (2012-2013), consul-generaal in Mumbai (2013-2016), ambassadeur in Afghanistan te Kabul (2016-2018) en directeur Midden-Oosten en Noord-Afrika (2018-2020). Op 26 oktober 2020 werd hij benoemd als raadadviseur Buitenlandse Zaken en Defensie in het kabinet van de minister-president op het ministerie van Algemene Zaken.
Van Leeuwen was namens de VVD van 4 december 2023 tot 15 april 2024 minister voor Buitenlandse Handel en Ontwikkelingssamenwerking in het demissionaire kabinet-Rutte IV. Hij zorgde voor de tijdelijke invulling van de functie in verband met het zwangerschapsverlof van Liesje Schreinemacher. Zijn portefeuille bevatte Internationale handel, Ontwikkelingssamenwerking (incl. 'Sustainable Development Goals', SDG's) en Internationaal milieu- en klimaatbeleid.
In oktober 2024 werd Van Leeuwen directeur van het privékantoor van de secretaris-generaal van de NAVO in Brussel, Mark Rutte.
- Parlement.com: vm8minv47dvt